# Uzushio (train)
Pour les articles homonymes, voir Uzushio (homonomie).
L'Uzushio (うずしお) est un train express existant au Japon et exploité par les compagnies JR Shikoku et JR West, qui relie les villes d'Okayama, Takamatsu et Tokushima. Son nom fait référence au tourbillon de Naruto (Naruto no uzushio).

## Gares desservies
La plupart des Uzushio circulent de la gare de Takamatsu à la gare de Tokushima en empruntant la ligne Kōtoku. Certains trains sont terminus Okayama en passant par la ligne Seto-Ōhashi. Ils sont alors couplés à un train Nanpū entre Okayama et Utazu.
| Nom des gares     |
| ----------------- |
| Okayama*          |
| Kojima*           |
| Utazu*            |
| Takamatsu         |
| Ritsurin          |
| Yashima*          |
| Shido             |
| Orange-Town*      |
| Sanuki-Tsuda*     |
| Sambommatsu       |
| Sanuki-Shirotori* |
| Hiketa*           |
| Itano             |
| Ikenotani*        |
| Shōzui*           |
| Tokushima         |

Les gares marquées d'un astérisque ne sont pas desservies par tous les trains.

## Matériel roulant
Les modèles utilisés sur ce service sont :

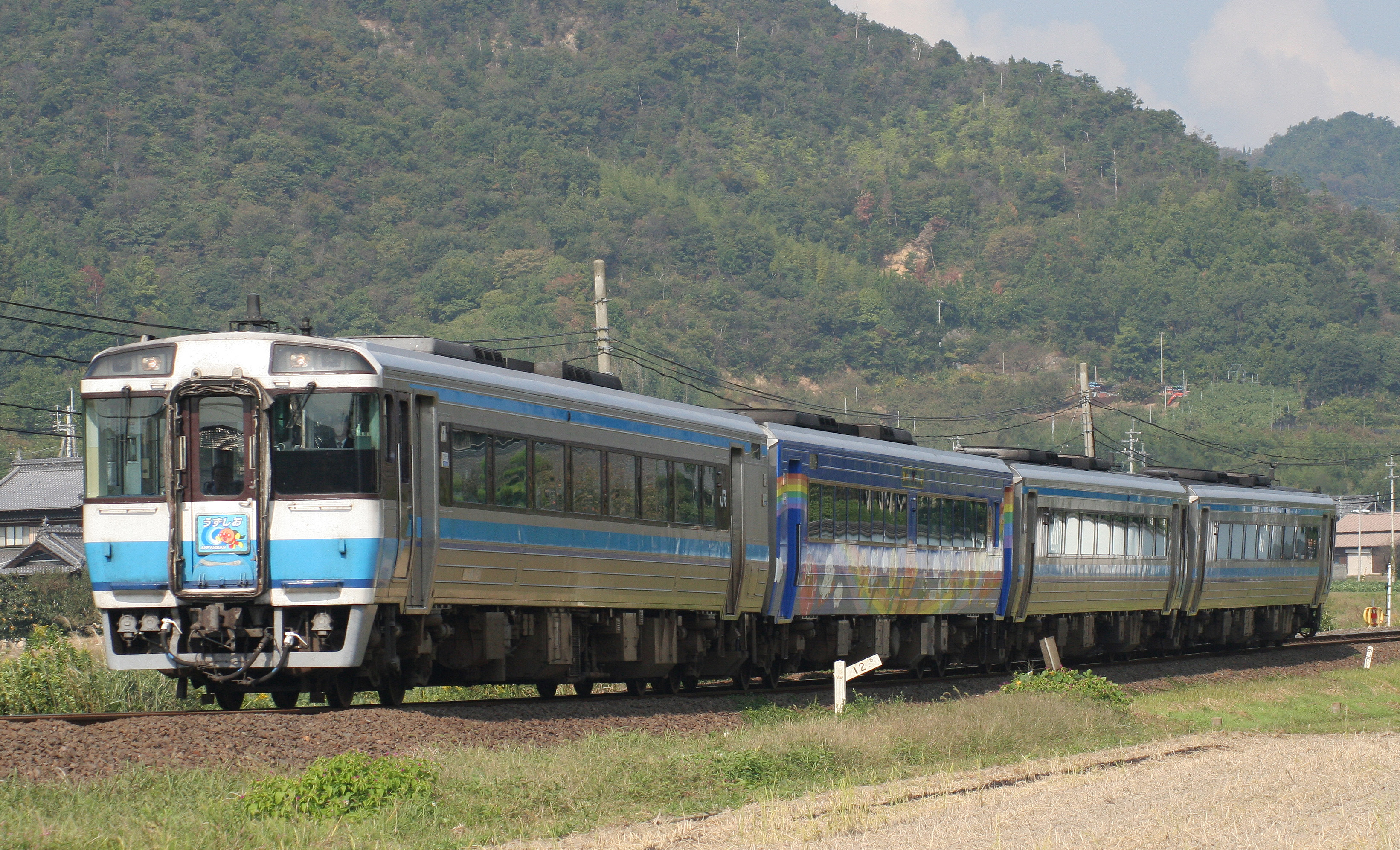
Série KiHa 185
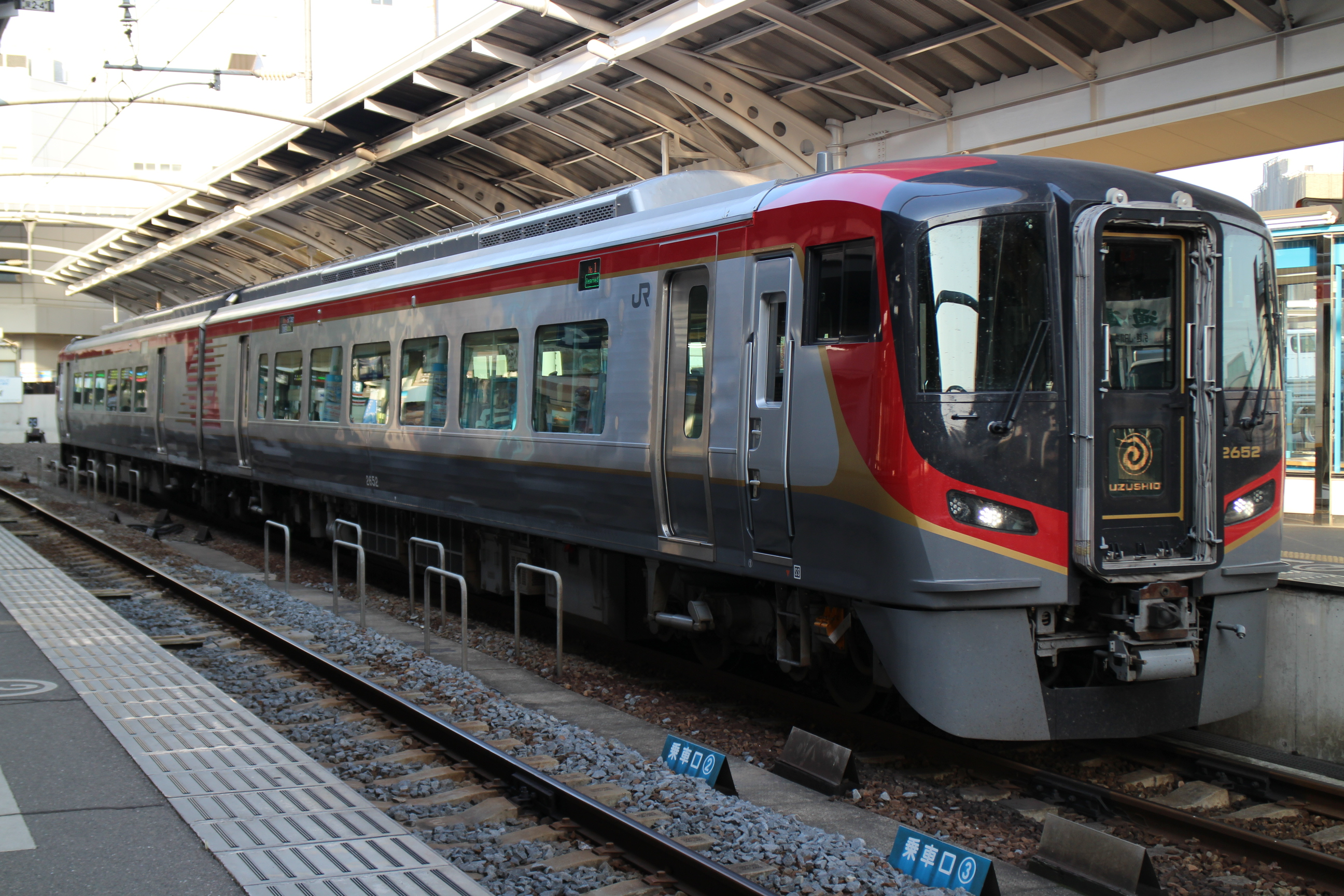
Série 2600
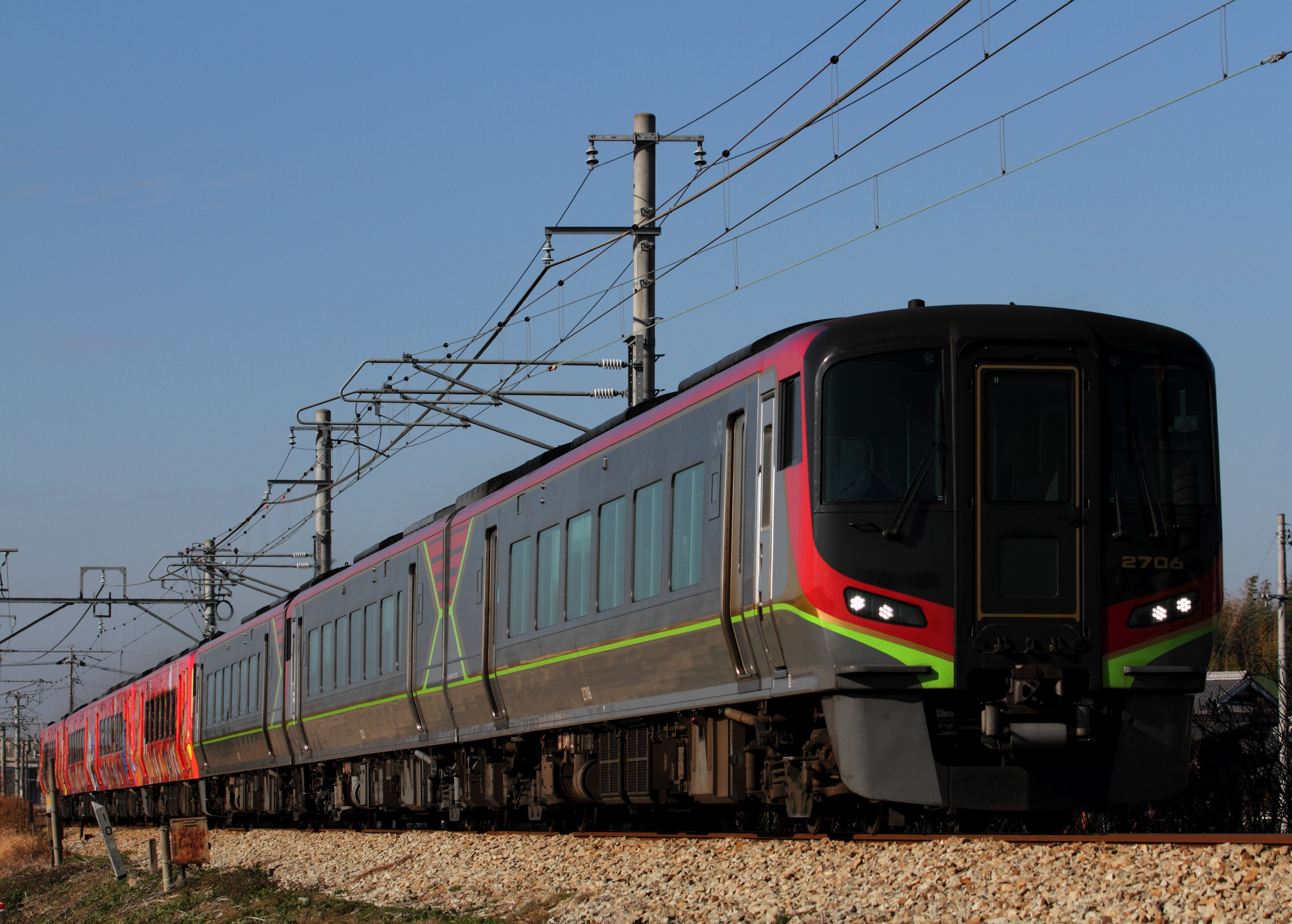
Série 2700